# 李嵋
李 嵋（イ・ミ、正徳4年9月15日（1509年10月28日） - 嘉靖12年5月23日（1533年6月15日））は、李氏朝鮮の国王中宗の庶長子。母は敬嬪朴氏。諡は貞愍。
福城君に封じられた李嵋は、10代で文定王后より賜婚を受け、坡平尹氏県監贈賛成尹仁範の女子を娶る。灼鼠の変（1527年）に際し、木牌の変（1533年）により母親共々処刑される。墓所は京畿道楊州市。